# علی‌آباد جمبزه
 علی‌آباد جمبزه، روستایی از توابع دهستان قمبوانِ بخش مرکزی شهرستان دهاقان در استان اصفهان ایران است.

## جمعیت
این روستا در یک و نیم دهه اخیر تقریباً جمعیت ثابتی داشته و به‌طور محسوس با کاهش جمعیت مواجه نبوده است. براساس سرشماری مرکز آمار ایران در سال ۱۳۸۵، جمعیت آن ۱٬۳۰۵ نفر (۳۵۵خانوار) بوده‌است. در سال 1390، این میزان 1388 نفر شده و در آخرین سرشماری انجام گرفته (1395) این سکونتگاه دارای 1304 نفر جمعیت (640 مرد و 664 زن) در قالب 392 خانوار می‌باشد.